# Villa Capra (Sarcedo)
Villa Capra è una villa veneta neopalladiana del XVIII secolo di Sarcedo (provincia di Vicenza).

## Descrizione
Edificata nel 1764 dall'architetto conte Orazio Claudio Capra, “che la eresse a gloria sua e del suo casato”, con interventi di Francesco Muttoni e Ottavio Bertotti Scamozzi, è un esempio di villa di gusto neoclassico chiaramente ispirata alle architetture di Andrea Palladio.
Un'ampia scala fiancheggiata da statue conduce al pronao ionico.
Il giardino è limitato da una peschiera sul ponte della quale si apre il cancello d'ingresso. 
Notevoli le statue del frontone e dei poggi della scalinata.
I Capra vendettero la villa a Giuseppe Bassani (1796-1879) nel 1850. Giuseppe Bassani fu padre di Elia prozio di Bruno Fortunato, attuale proprietario, e di Enoch Giovanni Battista Bassani (1832-1898) nonno del fisiologo Enoch Peserico e proprietario della villa Bassani a Longare.

## Galleria d'immagini

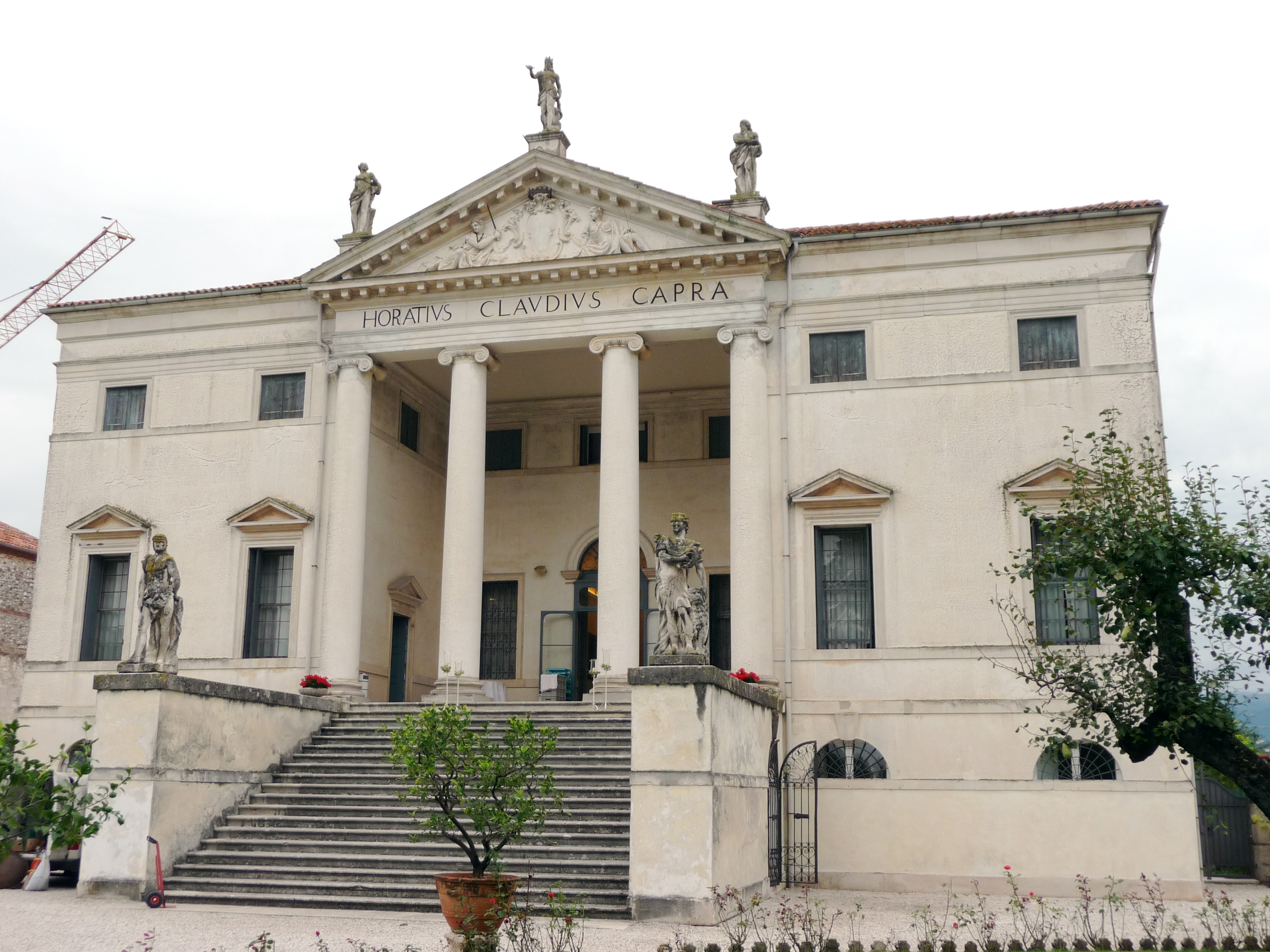
Scorcio della villa dal giardino
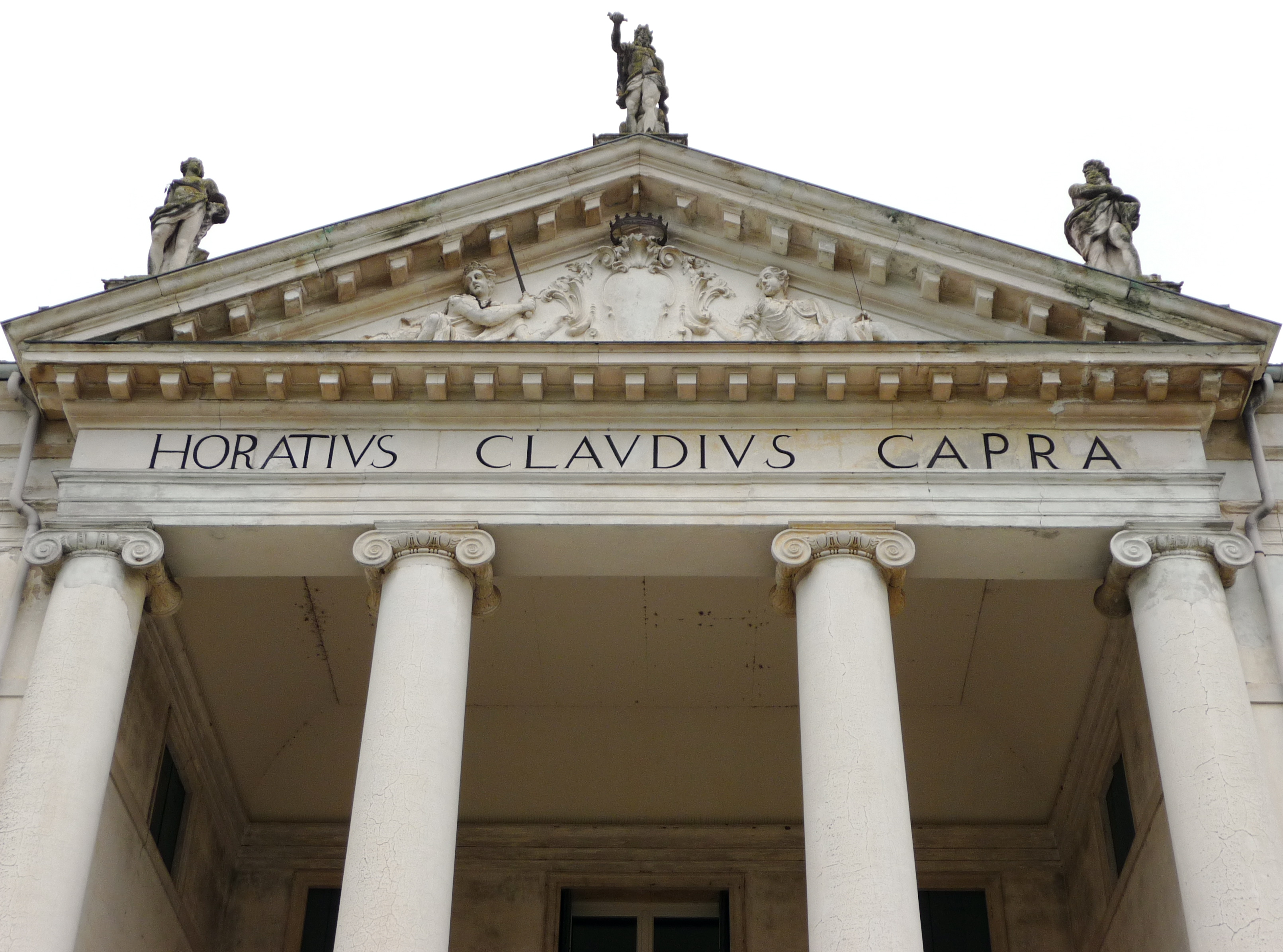
Dettaglio del pronao
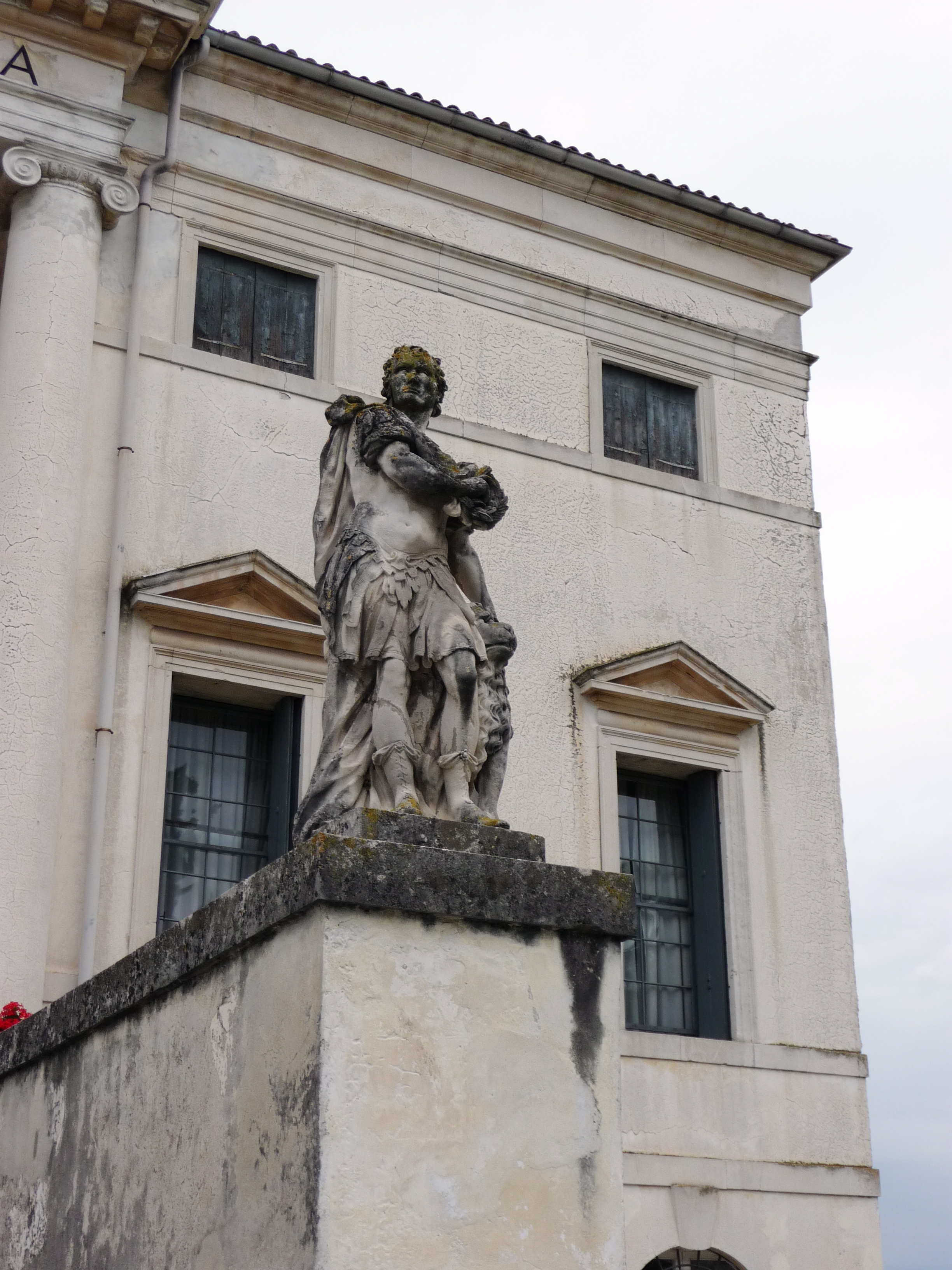
Una delle due statue che dominano i poggi della scalinata
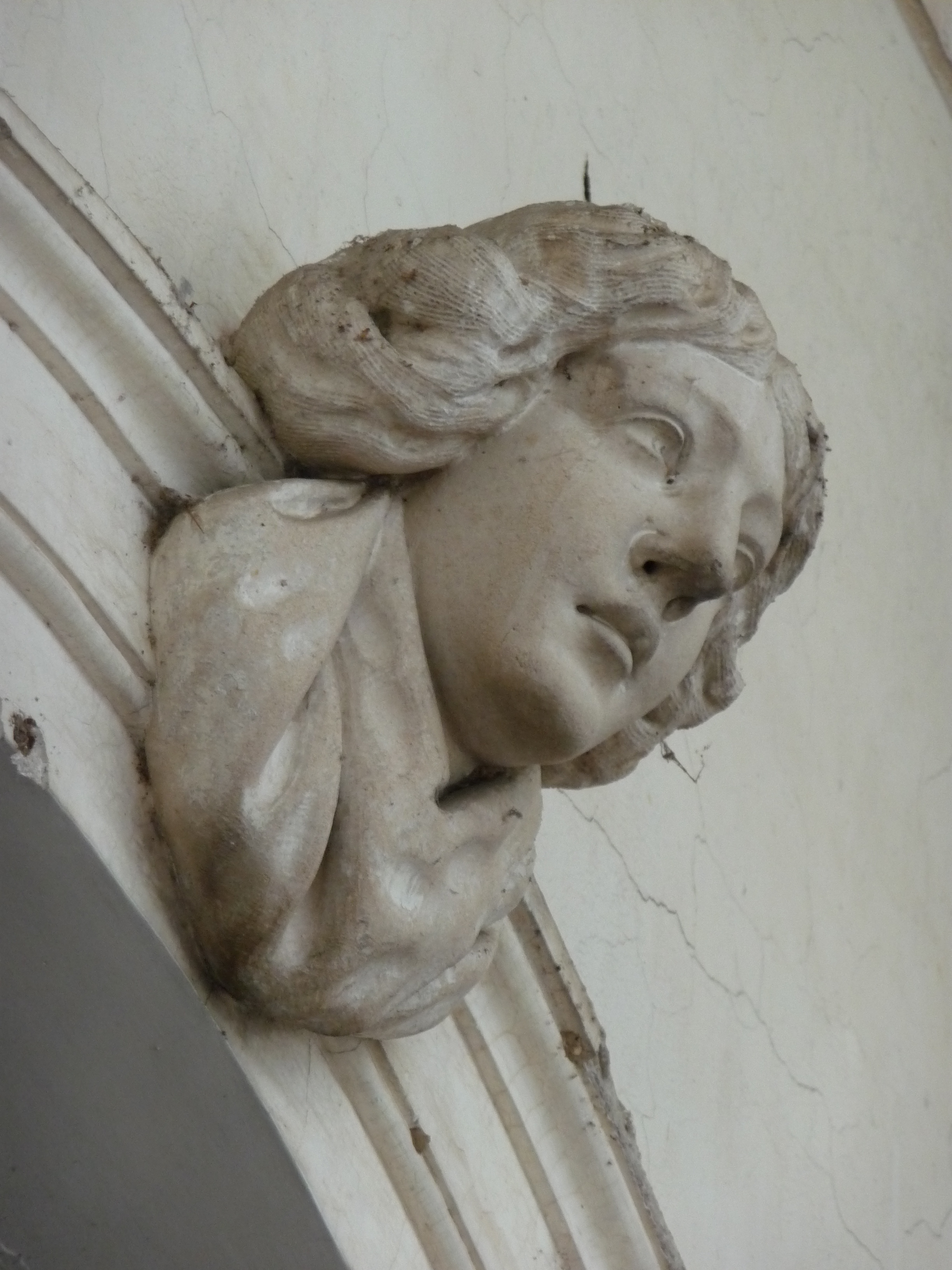
Busto di Orazio Capra nella chiave di volta dell'ingresso